# Panalipa
Panalipa là một chi bướm đêm thuộc họ Crambidae.

## Các loài
- Panalipa bisignatus (Swinhoe, 1886)
- Panalipa immeritalis (Walker, 1859)